# Евфимий (Рылков)
Митрополит Евфимий Рылков — епископ Русской православной церкви, митрополит Новгородский и Великолуцкий.

## Биография
Иноческую жизнь начал в Нило-Столобенской пустыни Тверской епархии, потом был переведён в Калязинский монастырь и возведён в сан архимандрита.
С 1674 по 1682 год был настоятелем Селижарова монастыря Тверской епархии.
С 28 марта 1686 года около двух лет — настоятель Чудова монастыря в сане архимандрита.
12 августа 1688 года рукоположён во епископа Сарского с возведением в сан митрополита.
С 14 апреля 1695 года — митрополит Новгородский и Великолуцкий. «В лето 7203 [1695], апреля в 14 день, волею Божиею, избранием и повелением великих государей царей и великих князей Иоанна Алексеевича, Петра Алексеевича; вся великия и малыя и белыя России самодержавцев и благословением великаго господина Кир Адриана, архиепископа Московскаго и всея России и всех северных стран патриарха, переведен бысть в Великий Новград Евфимий митрополит Сарский и Подонский, правительствовати Новгородскою епархиею, в неделю 4-ю по Пасце». В Новгород вступил 27 июня и был встречен «по записке у Знамения Богородицы с такою же торжественностию, с какою встречали митрополита Иоакима, бывшаго потом патриархом. Отсюда он в сопровождении крестнаго хода шествовал до Софийскаго собора, пред которым святил воду соборне Юрьевский архимандрит Иов; но около города, со св. водою, ездил Евфимий и литургию служил в соборной церкви, июня 29 дня, на Петров день, в субботу; в этот же день и стол был у него для властей в посольской палате, полный, по записи».
Скончался 6 декабря 1696 года. «В 205 [1696] г., в Филиппов пост, он заскорбел, и декабря в 4 день, пред обедней, собрався власти архимандриты и игумены, маслом святили, и после литургии причастился св. Христовых Тайн: и с 5 числа, к воскресению в нощь к Николину дни, в 7 часу нощи, преставися преосвященный Евфимий митрополит В. Новаграда и В. Лук, и вынесен из келии по записи, и поставлен на сенях в церкви Петра митрополита, и читали над ним Евангелие Софейский протопоп с братьею и девятопрестолия священницы; и по указу погребал Псковской митрополит Иларион, генваря 13-го, а погребен в соборной церкви в Мартирьевской паперти, подле Афония митрополита, и читали над ним дненощно 6 недель псалтырь, протопоп с братиею, певчие и подьяки».